# 森川重般
森川 重般（もりかわ しげかず）は、江戸時代前期の下総国生実藩の世嗣。通称は長十郎。

## 略歴
2代藩主・森川重政の長男として誕生。母は板倉重宗の娘。長男に森川俊勝。
生実藩嫡子として生まれ、承応元年（1652年）に徳川家綱に初御目見するが、間もなく病弱を理由に廃嫡された。
代わって、次弟・重信が嫡子となった。享保2年（1717年）、81歳で没した。法名は日得院月嘯。